# 1949 في مصر
فيما يلي قوائم الأحداث التي وقعت خلال عام 1949 في مصر.

## أفلام
من الأفلام التي صدرت هذه السنة في مصر:
- 1 يناير – أجازة في جهنم من إخراج عز الدين ذو الفقار.
- 1 يناير – أرواح هائمة
- 1 يناير – أسير العيون
- 1 يناير – أمينة من إخراج جوفريدو أليساندريني.
- 1 يناير – أوعى المحفظة من إخراج محمود إسماعيل.
- 1 يناير – البيت الكبير من إخراج أحمد كامل مرسي.
- 1 يناير – الستات كده من إخراج حسن حلمي.
- 1 يناير – السجينة رقم 17
- 1 يناير – القاتلة من إخراج حسن رضا.
- 1 يناير – الليل لنا من إخراج محمود ذو الفقار.
- 1 يناير – المرأة
- 1 يناير – المرأة شيطان
- 1 يناير – المصري أفندي من إخراج حسين صدقي.
- 1 يناير – الناصح
- 1 يناير – بنت العمدة
- 1 يناير – بيومي أفندي من إخراج يوسف وهبي.
- 1 يناير – جواهر
- 1 يناير – حدوة الحصان
- 1 يناير – حلاوة من إخراج إبراهيم عمارة.
- 1 يناير – حلم ليلة
- 1 يناير – ذو الوجهين
- 1 يناير – ست البيت من إخراج أحمد كامل مرسي.
- 1 يناير – سر الأميرة من إخراج نيازي مصطفى.
- 1 يناير – شارع البهلوان من إخراج صلاح أبو سيف.
- 1 يناير – عفريتة هانم من إخراج هنري بركات.
- 1 يناير – عقبال البكاري من إخراج إبراهيم عمارة.
- 1 يناير – على أد لحافك
- 1 يناير – غزل البنات من إخراج أنور وجدي.
- 1 يناير – كل بيت له راجل من إخراج أحمد كامل مرسي.
- 1 يناير – كلام الناس من إخراج حسن حلمي.
- 1 يناير – مبروك عليكي
- 1 يناير – منديل الحلو من إخراج عباس كامل.
- 1 يناير – هدى من إخراج حلمي رفلة.
- 3 يناير – أحبك أنت من إخراج أحمد بدرخان.
- 17 يناير – العيش والملح من إخراج حسين فوزي.
- 7 فبراير – نادية من إخراج فطين عبد الوهاب.
- 14 مارس – نص الليل من إخراج حسين فوزي.
- 2 مايو – كرسي الاعتراف من إخراج يوسف وهبي.
- 26 سبتمبر – لهاليبو من إخراج حسين فوزي.
- 19 ديسمبر – ليلة العيد من إخراج حلمي رفلة.

## مواليد

### يناير
- 1 يناير – ابتهال سالم كاتبة مصرية.
- 1 يناير – سلوى بكر
- 3 يناير – نيللي ممثلة مصرية.
- 20 يناير – صفية العمري ممثلة مصرية.
- 23 يناير – أحمد راتب ممثل مصري.

### فبراير
- 6 فبراير – ناهد يسري ممثلة مصرية.

### مارس
- 1 مارس – أحمد صبحي منصور ناشط حقوق إنسان مصري.

### أبريل
- 12 أبريل – إبراهيم محلب رئيس الوزراء المصري.
- 22 أبريل – نوني درويش صحفية من الولايات المتحدة الأمريكية.

### مايو
- 8 مايو – بولا جاك روائية فرنسية.

### يونيو
- 19 يونيو – حسن شحاتة لاعب كرة قدم مصري سابق و مدرب حالي حصل علي كأس الامم الأفريقية ثلاث مرات كمدرب مع منتخب مصر..
- 22 يونيو – محسن صالح لاعب كرة قدم مصري.

### يوليو
- 17 يوليو – رشيد العناني كاتب وناقد وأكاديمي مصري.

### أغسطس
- 2 أغسطس – حسن حمدي لاعب كرة قدم مصري.
- 14 أغسطس – سامح فهمي سياسي مصري.
- 17 أغسطس – جوليان فيلوز

### نوفمبر
- 11 نوفمبر – هاني عازر مهندس.
- 18 نوفمبر – أحمد زكي ممثل مصري.
- 30 نوفمبر – حلمي طولان لاعب كرة قدم مصري.

## وفيات

### يناير
- 1 يناير – إبراهيم المازني (مواليد 1890)
- 1 يناير – ماردروس (مواليد 1868) طبيب فرنسي.

### فبراير
- 12 فبراير – حسن البنا (مواليد 1906) مؤسس جماعة الإخوان المسلمين (مصر).

### يونيو
- 8 يونيو – نجيب الريحاني (مواليد 1889) مُمثل فُكاهي مصري من أصل عراقي.

### نوفمبر
- 30 نوفمبر – بشارة واكيم (مواليد 1890) ممثل مصري.